# Versterkte thermoplastische pijp
De versterkte thermoplastische pijp (Engels: reinforced thermoplastic pipe, RTP of flexible composite pipe, FCP) is een type composieten pijp, die in de jaren negentig ontwikkeld is door Wavin, AkzoNobel en Tubes d'Aquitaine (een Franse onderneming) die de eerste, vezelversterkte plastic pijpen maakten. Dit r&d-project kwam voort uit een vraag (van met name Shell in het Midden-Oosten) om bestaande stalen buizen te vervangen voor niet corrosieve leidingen voor toepassingen in de olie en gasindustrie. Door de expertise in het produceren van pijpen en buizen werd Pipelife Nederland B.V. in 1998 bij dit project betrokken voor het produceren van langelengtes-RTP. Het resulterende systeem wordt verkocht onder de naam SoluForce. 
Het matrix-materiaal van de pijp kan polyethyleen (PE), Polyamide 11 of PVDF zijn en kan worden versterkt met aramide- of polyestervezel of staaldraad.
Tegenwoordig is de technologie van het produceren en verkopen van dergelijke pijpen voornamelijk in handen van Pipelife met SoluForce. De pijpen zijn te verkrijgen op rol tot 400 m lengte in ontwerp druktrappen van 30 tot 450 bar. De laatste jaren wordt dit type pijp steeds meer geaccepteerd als de gestandaardiseerde oplossing voor olieveldflowlines. Een voordeel van deze pijp is de snelle installatie vergeleken met stalen pijpen. Snelheden tot 1000 m/d zijn bereikt met het installeren van RTP in de grond.
De RTP is met name nuttig in toepassingen waar staal te lijden heeft onder corrosie en wanneer de installatiesnelheid een belangrijke factor is. Naast de toepassing als olieleiding wordt RTP ook toegepast als gasleiding.

## Technologie
Het idee van een versterkte buis vindt zijn oorsprong in flexibele buizen in de offshore-industrie, waar het al meer dan 30 jaar gebruikt wordt, zoals 'umbilicals' en flowlines. De commercialisering en realisatie van een concurrerend product voor de onshore olie-industrie kwam echter voort uit een samenwerkingsverband tussen AkzoNobel (thans Teijin Aramid (leverancier van aramidevezel Twaron)) en Wavin Repox (fabrikant van versterkte thermosetbuizen), waarbij Bert Dalmolen een project startte om een dergelijke oplossing te ontwikkelen. Later was Bert Dalmolen werkzaam bij Pipelife waar een productielijn werd ontwikkeld om RTP in lange lengtes te produceren. Pipelife ontwikkelde ook een met staaldraad versterkte buis om nog hogere drukwaarden van 450 bar (45 MPa; 6527 psi) te bereiken. De heer Chevrier (oprichter van Tubes d'Aquitaine) ontwikkelde ook machines die dergelijke buizen konden produceren (thans onder de naam Krauss-Maffei), maar was niet succesvol in het commercialiseren van RTP.

## Toepassingsgebieden
SoluForce RTP wordt gebruikt voor de volgende toepassingen:
- Olieleidingen van bron naar verwerkingsstation
- Olieveldafvalwaterleidingen
- Olieveldinjectieleidingen
- Offshore waterinjectie-risers
- Offshore olieleidingen[8]
- Hogedruk-waterleidingen
- Hogedruk-gasleidingen[9]
- Het relinen van bestaande pijpen[10]

Hoewel dit soort buizen zijn ontwikkeld voor de olie- en gasindustrie, worden ze ook gebruikt voor huishoudelijke, mijnbouw-, CO2- en waterstoftoepassingen.